# Pantaleon
Pantaleon – imię męskie pochodzenia greckiego (gr. Πανταλέων). Wywodzi się ze złożenia słów παντα  oznaczającego "wszystko" i λέων oznaczającego "lew". Według innej wersji gr. Παντελεήμων (Pantelejmon) - „najmiłościwszy”.
Pantaleon imieniny obchodzi 27 lipca.
Wezwanie św. Pantaleona nosi zabytkowy kościół św. Pantaleona w Kolonii.

## Imiennicy
- św. Pantaleon (†305), męczennik chrześcijański z Nikomedii.
- Pantaleon Baktryjski, król starożytnej Baktrii.
- Pantaleon Potocki, polski szlachcic.
- Pantaleon Szyndler, polski malarz.